# Olympische Sommerspiele 2024/Fechten
Bei den Olympischen Spielen 2024 in Paris wurden vom 27. Juli bis zum 4. August 2024 insgesamt zwölf Wettbewerbe im Fechten ausgetragen. Wettkampfstätte war das Grand Palais.

## Bilanz

### Medaillenspiegel
| Platz  | Land               | Gold | Silber | Bronze | Gesamt |
| ------ | ------------------ | ---- | ------ | ------ | ------ |
| 1      | Japan              | 2    | 1      | 2      | 5      |
| 2      | Vereinigte Staaten | 2    | 1      | 1      | 4      |
| 3      | Südkorea           | 2    | 1      | –      | 3      |
| 4      | Hongkong           | 2    | –      | –      | 2      |
| 5      | Frankreich         | 1    | 4      | 2      | 7      |
| 6      | Italien            | 1    | 3      | 1      | 5      |
| 7      | Ungarn             | 1    | 1      | 1      | 3      |
| 8      | Ukraine            | 1    | –      | 1      | 2      |
| 9      | Tunesien           | –    | 1      | –      | 1      |
| 10     | Ägypten            | –    | –      | 1      | 1      |
| 10     | Kanada             | –    | –      | 1      | 1      |
| 10     | Polen              | –    | –      | 1      | 1      |
| 10     | Tschechien         | –    | –      | 1      | 1      |
| Gesamt | Gesamt             | 12   | 12     | 12     | 36     |

### Medaillengewinner
Männer
| Disziplin          | Gold                                                               | Silber                                                                | Bronze                                                                           |
| ------------------ | ------------------------------------------------------------------ | --------------------------------------------------------------------- | -------------------------------------------------------------------------------- |
| Degen              | Kōki Kanō (JPN)                                                    | Yannick Borel (FRA)                                                   | Mohamed El-Sayed (EGY)                                                           |
| Florett            | Cheung Ka Long (HKG)                                               | Filippo Macchi (ITA)                                                  | Nick Itkin (USA)                                                                 |
| Säbel              | Oh Sang-uk (KOR)                                                   | Farès Ferjani (TUN)                                                   | Luigi Samele (ITA)                                                               |
| Degen Mannschaft   | UngarnTibor Andrásfi Máté Tamás Koch Gergely Siklósi Dávid Nagy    | JapanKōki Kanō Kazuyasu Minobe Masaru Yamada Akira Komata             | TschechienJiří Beran Jakub Jurka Martin Rubeš Michal Čupr                        |
| Florett Mannschaft | JapanKazuki Iimura Kyōsuke Matsuyama Takahiro Shikine Yūdai Nagano | ItalienGuillaume Bianchi Filippo Macchi Tommaso Marini Alessio Foconi | FrankreichMaximilien Chastanet Maxime Pauty Enzo Lefort Julien Mertine           |
| Säbel Mannschaft   | SüdkoreaGu Bon-gil Oh Sang-uk Park Sang-won Do Gyeong-dong         | UngarnCsanád Gémesi András Szatmári Áron Szilágyi Krisztián Rabb      | FrankreichBoladé Apithy Sébastien Patrice Maxime Pianfetti Jean-Philippe Patrice |

Frauen
| Disziplin          | Gold                                                                            | Silber                                                                                          | Bronze                                                                                   |
| ------------------ | ------------------------------------------------------------------------------- | ----------------------------------------------------------------------------------------------- | ---------------------------------------------------------------------------------------- |
| Degen              | Vivian Kong (HKG)                                                               | Auriane Mallo-Breton (FRA)                                                                      | Eszter Muhari (HUN)                                                                      |
| Florett            | Lee Kiefer (USA)                                                                | Lauren Scruggs (USA)                                                                            | Eleanor Harvey (CAN)                                                                     |
| Säbel              | Manon Apithy-Brunet (FRA)                                                       | Sara Balzer (FRA)                                                                               | Olha Charlan (UKR)                                                                       |
| Degen Mannschaft   | ItalienRossella Fiamingo Giulia Rizzi Alberta Santuccio Mara Navarria           | FrankreichMarie-Florence Candassamy Auriane Mallo-Breton Coraline Vitalis Alexandra Louis-Marie | PolenAlicja Klasik Renata Knapik-Miazga Martyna Swatowska-Wenglarczyk Aleksandra Jarecka |
| Florett Mannschaft | Vereinigte StaatenJacqueline Dubrovich Lee Kiefer Lauren Scruggs Maia Weintraub | ItalienArianna Errigo Martina Favaretto Alice Volpi Francesca Palumbo                           | JapanSera Azuma Yūka Ueno Karin Miyawaki Komaki Kikuchi                                  |
| Säbel Mannschaft   | UkraineOlha Charlan Alina Komaschtschuk Olena Krawazka Julija Bakastowa         | SüdkoreaChoi Se-bin Jeon Ha-young Jeon Eun-hye Yoon Ji-su                                       | JapanMisaki Emura Risa Takashima Shihomi Fukushima Seri Ozaki                            |

## Zeitplan
| Zeitplan Fechten   | Zeitplan Fechten | Zeitplan Fechten | Zeitplan Fechten | Zeitplan Fechten | Zeitplan Fechten | Zeitplan Fechten | Zeitplan Fechten | Zeitplan Fechten | Zeitplan Fechten |
| Wettbewerbe        | Juli             | Juli             | Juli             | Juli             | Juli             | August           | August           | August           | August           |
| Männer             | 27.              | 28.              | 29.              | 30.              | 31.              | 1.               | 2.               | 3.               | 4.               |
| ------------------ | ---------------- | ---------------- | ---------------- | ---------------- | ---------------- | ---------------- | ---------------- | ---------------- | ---------------- |
| Degen              |                  |                  |                  |                  |                  |                  |                  |                  |                  |
| Florett            |                  |                  |                  |                  |                  |                  |                  |                  |                  |
| Säbel              |                  |                  |                  |                  |                  |                  |                  |                  |                  |
| Degen Mannschaft   |                  |                  |                  |                  |                  |                  |                  |                  |                  |
| Florett Mannschaft |                  |                  |                  |                  |                  |                  |                  |                  |                  |
| Säbel Mannschaft   |                  |                  |                  |                  |                  |                  |                  |                  |                  |
| Frauen             | 27.              | 28.              | 29.              | 30.              | 31.              | 1.               | 2.               | 3.               | 4.               |
| Degen              |                  |                  |                  |                  |                  |                  |                  |                  |                  |
| Florett            |                  |                  |                  |                  |                  |                  |                  |                  |                  |
| Säbel              |                  |                  |                  |                  |                  |                  |                  |                  |                  |
| Degen Mannschaft   |                  |                  |                  |                  |                  |                  |                  |                  |                  |
| Florett Mannschaft |                  |                  |                  |                  |                  |                  |                  |                  |                  |
| Säbel Mannschaft   |                  |                  |                  |                  |                  |                  |                  |                  |                  |
| Entscheidungen     | 2                | 2                | 2                | 1                | 1                | 1                | 1                | 1                | 1                |

|  | Medaillenentscheidung |

## Ergebnisse

### Männer

#### Degen
| Platz | Land | Athlet           |
| ----- | ---- | ---------------- |
| 1     | JPN  | Kōki Kanō        |
| 2     | FRA  | Yannick Borel    |
| 3     | EGY  | Mohamed El-Sayed |
| 4     | HUN  | Tibor Andrásfi   |
| 5     | ITA  | Federico Vismara |
| 5     | KAZ  | Ruslan Kurbanow  |
| 5     | JPN  | Masaru Yamada    |
| 5     | BEL  | Neisser Loyola   |

Datum: 28. Juli 2024

#### Florett
| Platz | Land | Athlet            |
| ----- | ---- | ----------------- |
| 1     | HKG  | Cheung Ka Long    |
| 2     | ITA  | Filippo Macchi    |
| 3     | USA  | Nick Itkin        |
| 4     | JPN  | Kazuki Iimura     |
| 5     | FRA  | Maxime Pauty      |
| 5     | FRA  | Enzo Lefort       |
| 5     | EGY  | Mohamed Hamza     |
| 5     | ITA  | Guillaume Bianchi |

Datum: 29. Juli 2024

#### Säbel
| Platz | Land | Athlet        |
| ----- | ---- | ------------- |
| 1     | KOR  | Oh Sang-uk    |
| 2     | TUN  | Farès Ferjani |
| 3     | ITA  | Luigi Samele  |
| 4     | EGY  | Ziad El-Sissy |
| 5     | GER  | Matyas Szabo  |
| 5     | CHN  | Shen Chenpeng |
| 5     | CAN  | Farès Arfa    |
| 5     | EGY  | Mohamed Amer  |

Datum: 27. Juli 2024

#### Degen Mannschaft
| Platz | Land | Athleten                                                            |
| ----- | ---- | ------------------------------------------------------------------- |
| 1     | HUN  | Tibor Andrásfi Máté Tamás Koch Gergely Siklósi Dávid Nagy           |
| 2     | JPN  | Kōki Kanō Kazuyasu Minobe Masaru Yamada Akira Komata                |
| 3     | CZE  | Jiří Beran Jakub Jurka Martin Rubeš Michal Čupr                     |
| 4     | FRA  | Paul Allègre Luidgi Midelton Yannick Borel Romain Cannone           |
| 5     | ITA  | Andrea Santarelli Davide Di Veroli Gabriele Cimini Federico Vismara |
| 6     | KAZ  | Ruslan Kurbanow Jerlik Sertai Elmir Alimschanow Wadim Scharlaimow   |
| 7     | VEN  | Jesús Limardo Grabiel Lugo Rubén Limardo Francisco Limardo          |
| 8     | EGY  | Mahmoud El-Sayed Mohamed El-Sayed Mohamed Yasseen Mahmoud Mohsen    |

Datum: 2. August 2024

#### Florett Mannschaft
| Platz | Land | Athleten                                                             |
| ----- | ---- | -------------------------------------------------------------------- |
| 1     | JPN  | Kazuki Iimura Kyōsuke Matsuyama Takahiro Shikine Yūdai Nagano        |
| 2     | ITA  | Guillaume Bianchi Filippo Macchi Tommaso Marini Alessio Foconi       |
| 3     | FRA  | Maximilien Chastanet Maxime Pauty Enzo Lefort Julien Mertine         |
| 4     | USA  | Nick Itkin Miles Chamley-Watson Alexander Massialas Gerek Meinhardt  |
| 5     | CHN  | Xu Jie Mo Ziwei Wu Bin Chen Haiwei                                   |
| 6     | POL  | Andrzej Rządkowski Jan Jurkiewicz Michał Siess Adrian Wojtkowiak     |
| 7     | CAN  | Bogdan Hamilton Maximilien Van Haaster Blake Broszus Daniel Gu       |
| 8     | EGY  | Mohamed Essam Mohamed Hamza Abdelrahman Tolba Alaaeldin Abouelkassem |

Datum: 4. August 2024

#### Säbel Mannschaft
| Platz | Land | Athleten                                                               |
| ----- | ---- | ---------------------------------------------------------------------- |
| 1     | KOR  | Gu Bon-gil Oh Sang-uk Park Sang-won Do Gyeong-dong                     |
| 2     | HUN  | Csanád Gémesi András Szatmári Áron Szilágyi Krisztián Rabb             |
| 3     | FRA  | Boladé Apithy Sébastien Patrice Maxime Pianfetti Jean-Philippe Patrice |
| 4     | IRI  | Ali Pakdaman Mohammad Rahbari Mohammad Fotouhi Farzad Baher Arasbaran  |
| 5     | ITA  | Luigi Samele Luca Curatoli Michele Gallo Pietro Torre                  |
| 6     | EGY  | Adham Moataz Ziad El-Sissy Mohamed Amer Yassin Khodir                  |
| 7     | USA  | Eli Dershwitz Mitchell Saron Colin Heathcock Filip Dolegiewicz         |
| 8     | CAN  | Farès Arfa Shaul Gordon Francois Cauchon Olivier Desrosiers            |

Datum: 31. Juli 2024

### Frauen

#### Degen
| Platz | Land | Athletin             |
| ----- | ---- | -------------------- |
| 1     | HKG  | Vivian Kong          |
| 2     | FRA  | Auriane Mallo-Breton |
| 3     | HUN  | Eszter Muhari        |
| 4     | EST  | Nelli Differt        |
| 5     | UKR  | Wlada Charkowa       |
| 5     | UKR  | Olena Krywyzka       |
| 5     | ITA  | Alberta Santuccio    |
| 5     | CHN  | Yu Sihan             |

Datum: 27. Juli 2024

#### Florett
| Platz | Land | Athletin          |
| ----- | ---- | ----------------- |
| 1     | USA  | Lee Kiefer        |
| 2     | USA  | Lauren Scruggs    |
| 3     | CAN  | Eleanor Harvey    |
| 4     | ITA  | Alice Volpi       |
| 5     | ITA  | Arianna Errigo    |
| 5     | ITA  | Martina Favaretto |
| 5     | GER  | Anne Sauer        |
| 5     | HUN  | Flóra Pásztor     |

Datum: 28. Juli 2024

#### Säbel
| Platz | Land | Athletin            |
| ----- | ---- | ------------------- |
| 1     | FRA  | Manon Apithy-Brunet |
| 2     | FRA  | Sara Balzer         |
| 3     | UKR  | Olha Charlan        |
| 4     | KOR  | Choi Se-bin         |
| 5     | HUN  | Luca Szűcs          |
| 5     | HUN  | Anna Márton         |
| 5     | GRE  | Theodora Gkountoura |
| 5     | KOR  | Jeon Ha-young       |

Datum: 29. Juli 2024

#### Degen Mannschaft
| Platz | Land | Athletinnen                                                                           |
| ----- | ---- | ------------------------------------------------------------------------------------- |
| 1     | ITA  | Rossella Fiamingo Giulia Rizzi Alberta Santuccio Mara Navarria                        |
| 2     | FRA  | Marie-Florence Candassamy Auriane Mallo-Breton Coraline Vitalis Alexandra Louis-Marie |
| 3     | POL  | Alicja Klasik Renata Knapik-Miazga Martyna Swatowska-Wenglarczyk Aleksandra Jarecka   |
| 4     | CHN  | Sun Yiwen Tang Junyao Xu Nuo Yu Sihan                                                 |
| 5     | KOR  | Kang Young-mi Lee Hye-in Song Se-ra Choi In-jeong                                     |
| 6     | UKR  | Wlada Charkowa Olena Krywyzka Dschoan Fejbi Beschura Darja Warfolomejewa              |
| 7     | USA  | Anne Cebula Margherita Guzzi Vincenti Hadley Husisian Katharine Holmes                |
| 8     | EGY  | Nardin Ehab Shirwit Gaber Aya Hussein Loulwa Soliman                                  |

Datum: 30. Juli 2024

#### Florett Mannschaft
| Platz | Land | Athletinnen                                                                  |
| ----- | ---- | ---------------------------------------------------------------------------- |
| 1     | USA  | Lauren Scruggs Lee Kiefer Jacqueline Dubrovich Maia Weintraub                |
| 2     | ITA  | Arianna Errigo Martina Favaretto Alice Volpi Francesca Palumbo               |
| 3     | JPN  | Sera Azuma Yuka Ueno Karin Miyawaki Komaki Kikuchi                           |
| 4     | CAN  | Eleanor Harvey Jessica Guo Yunjia Zhang Sabrina Fang                         |
| 5     | FRA  | Anita Blaze Ysaora Thibus Pauline Ranvier Eva Lacheray                       |
| 6     | POL  | Julia Walczyk-Klimaszyk Hanna Łyczbińska Martyna Jelińska Martyna Synoradzka |
| 7     | CHN  | Chen Qingyuan Huang Qianqian Jiao Enqi Wang Yuting                           |
| 8     | EGY  | Malak Hamza Yara El-Sharkawy Noha Hany Sara Amr Hossny                       |

Datum:1. August 2024

#### Säbel Mannschaft
| Platz | Land | Athletinnen                                                                  |
| ----- | ---- | ---------------------------------------------------------------------------- |
| 1     | UKR  | Olha Charlan Alina Komaschtschuk Olena Krawazka Julija Bakastowa             |
| 2     | KOR  | Choi Se-bin Jeon Ha-young Jeon Eun-hye Yoon Ji-su                            |
| 3     | JPN  | Misaki Emura Risa Takashima Shihomi Fukushima Seri Ozaki                     |
| 4     | FRA  | Sara Balzer Manon Apithy-Brunet Cécilia Berder Sarah Noutcha                 |
| 5     | USA  | Elizabeth Tartakovsky Maia Chamberlain Magda Skarbonkiewicz Tatiana Nazlymov |
| 6     | HUN  | Luca Szűcs Anna Márton Sugár Katinka Battai Liza Pusztai                     |
| 7     | ITA  | Irene Vecchi Martina Criscio Michela Battiston Chiara Mormile                |
| 8     | ALG  | Kaouther Mohamed Belkebir Zohra Nora Kehli Saoussen Boudiaf Chaima Benadouda |

Datum: 3. August 2024

## Qualifikation
Die Qualifikation für die Fechtenwettbewerbe bei den Olympischen Sommerspielen 2024 erfolgte in erster Linie über die FIE-Rangliste mit dem Stichtag 1. April 2024. Des Weiteren gab es die Möglichkeit Quotenplätze über vier kontinentale Qualifikationsturniere zu erkämpfen.
Folgende Nationen sicherten sich Quotenplätze:
| Nation                       | Männer | Männer  | Männer | Männer     | Männer     | Männer     | Frauen | Frauen  | Frauen | Frauen     | Frauen     | Frauen     | Athleten Gesamt |
| Nation                       | Einzel | Einzel  | Einzel | Mannschaft | Mannschaft | Mannschaft | Einzel | Einzel  | Einzel | Mannschaft | Mannschaft | Mannschaft | Athleten Gesamt |
| Nation                       | Degen  | Florett | Säbel  | Degen      | Florett    | Säbel      | Degen  | Florett | Säbel  | Degen      | Florett    | Säbel      | Athleten Gesamt |
| ---------------------------- | ------ | ------- | ------ | ---------- | ---------- | ---------- | ------ | ------- | ------ | ---------- | ---------- | ---------- | --------------- |
| Ägypten                      | 3      | 3       | 3      | X          | X          | X          | 3      | 3       | 1      | X          | X          |            | 16              |
| Algerien                     |        | 1       |        |            |            |            |        |         | 3      |            |            | X          | 4               |
| Amerikanische Jungferninseln |        | 1       |        |            |            |            |        |         |        |            |            |            | 1               |
| Argentinien                  |        |         | 1      |            |            |            |        |         |        |            |            |            | 1               |
| Aserbaidschan                |        |         |        |            |            |            |        |         | 1      |            |            |            | 1               |
| Belgien                      | 1      |         |        |            |            |            |        |         |        |            |            |            | 1               |
| Brasilien                    |        | 1       |        |            |            |            | 1      | 1       |        |            |            |            | 3               |
| Bulgarien                    |        |         |        |            |            |            |        |         | 1      |            |            |            | 1               |
| Chile                        |        |         |        |            |            |            |        | 1       |        |            |            |            | 1               |
| China                        | 1      | 3       | 1      |            | X          |            | 3      | 3       | 1      | X          | X          |            | 12              |
| Chinesisch Taipeh            |        | 1       |        |            |            |            |        |         |        |            |            |            | 1               |
| Deutschland                  |        |         | 1      |            |            |            |        | 1       |        |            |            |            | 2               |
| Elfenbeinküste               |        | 1       |        |            |            |            |        | 1       |        |            |            |            | 2               |
| Estland                      |        |         |        |            |            |            | 1      |         |        |            |            |            | 1               |
| Frankreich                   | 3      | 3       | 3      | X          | X          | X          | 3      | 3       | 3      | X          | X          | X          | 18              |
| Georgien                     |        |         | 1      |            |            |            |        |         |        |            |            |            | 1               |
| Griechenland                 |        |         |        |            |            |            |        |         | 1      |            |            |            | 1               |
| Hongkong                     | 1      | 1       |        |            |            |            | 1      | 1       |        |            |            |            | 4               |
| Iran                         |        |         | 3      |            |            | X          |        |         |        |            |            |            | 3               |
| Israel                       | 1      |         |        |            |            |            |        |         |        |            |            |            | 1               |
| Italien                      | 3      | 3       | 3      | X          | X          | X          | 3      | 3       | 3      | X          | X          | X          | 18              |
| Japan                        | 3      | 3       | 1      | X          | X          |            | 1      | 3       | 3      |            | X          | X          | 14              |
| Kanada                       | 1      | 3       | 3      |            | X          | X          | 1      | 3       | 1      |            | X          |            | 12              |
| Kap Verde                    |        | 1       |        |            |            |            |        |         |        |            |            |            | 1               |
| Kasachstan                   | 3      |         |        | X          |            |            |        |         | 1      |            |            |            | 4               |
| Kenia                        |        |         |        |            |            |            | 1      |         |        |            |            |            | 1               |
| Kolumbien                    | 1      |         |        |            |            |            |        |         |        |            |            |            | 1               |
| Kuwait                       |        |         | 1      |            |            |            |        |         |        |            |            |            | 1               |
| Libanon                      |        | 1       |        |            |            |            |        |         |        |            |            |            | 1               |
| Marokko                      | 1      |         |        |            |            |            |        | 1       |        |            |            |            | 2               |
| Mexiko                       |        |         | 1      |            |            |            |        |         |        |            |            |            | 1               |
| Niederlande                  | 1      |         |        |            |            |            |        |         |        |            |            |            | 1               |
| Niger                        |        |         | 1      |            |            |            |        |         |        |            |            |            | 1               |
| Peru                         |        |         |        |            |            |            | 1      |         |        |            |            |            | 1               |
| Philippinen                  |        |         |        |            |            |            |        | 1       |        |            |            |            | 1               |
| Polen                        |        | 3       |        |            | X          |            | 3      | 3       |        | X          | X          |            | 9               |
| Ruanda                       |        |         |        |            |            |            | 1      |         |        |            |            |            | 1               |
| Rumänien                     |        |         |        |            |            |            |        | 1       |        |            |            |            | 1               |
| Schweiz                      | 1      |         |        |            |            |            | 1      |         |        |            |            |            | 2               |
| Senegal                      |        |         |        |            |            |            | 1      |         |        |            |            |            | 1               |
| Singapur                     |        |         |        |            |            |            | 1      | 1       |        |            |            |            | 2               |
| Spanien                      |        | 1       |        |            |            |            |        |         | 1      |            |            |            | 2               |
| Südafrika                    | 1      |         |        |            |            |            |        |         |        |            |            |            | 1               |
| Südkorea                     | 1      | 1       | 3      |            |            | X          | 3      |         | 3      | X          |            | X          | 11              |
| Tschechien                   | 3      | 1       |        | X          |            |            |        |         |        |            |            |            | 4               |
| Tunesien                     |        |         | 1      |            |            |            |        |         | 1      |            |            |            | 2               |
| Türkei                       |        |         | 1      |            |            |            |        |         | 1      |            |            |            | 2               |
| Ukraine                      |        |         |        |            |            |            | 3      |         | 3      | X          |            | X          | 6               |
| Ungarn                       | 3      | 1       | 3      | X          |            | X          | 1      | 1       | 3      |            |            | X          | 12              |
| Usbekistan                   |        |         |        |            |            |            |        |         | 1      |            |            |            | 1               |
| Venezuela                    | 3      |         |        | X          |            |            |        |         | 1      |            |            |            | 4               |
| Vereinigte Staaten           |        | 3       | 3      |            | X          | X          | 3      | 3       | 3      | X          | X          | X          | 15              |
| Zypern                       |        | 1       |        |            |            |            |        |         |        |            |            |            | 1               |
| Gesamt: 53 NOKs              | 35     | 37      | 34     | 8          | 8          | 8          | 36     | 34      | 36     | 8          | 8          | 8          | 212             |